# Tadżwid
Tadżwīd (arab. تجويد) – sztuka recytacji Koranu. Etymologicznie termin tadżwid wywodzi się od czasownika dżawwada (po arabsku "polepszać")
Recytacja Koranu jest niezbędną częścią muzułmańskiej modlitwy. Podczas każdej modlitwy muzułmanie recytują surę al-Fatihah, a podczas niektórych modlitw również inne, wybrane części Koranu.
Istnieje dziesięć sposobów (ar. qirāʾat) recytacji Koranu:
- według Nafiʿego z Medyny
- według Ibn Kathira z Mekki
- według Ibn ʿAmira z Damaszku
- według Abu ʿAmra z Basry
- według ʿAsima z Kufy
- według Hamzy z Kufy
- według al-Kisaʾiego z Kufy
- według Abu Dżaʿfara z Medyny
- według Jaʿqūba z Jemenu
- według Chalafa z Kufy

Wszystkie formy recytacji zostały zaaprobowane przez Mahometa i przypuszcza się, że odzwierciedlają one zróżnicowanie dialektalne wśród towarzyszy proroka, pochodzących z całej Arabii. Recytacje te różnią się głównie fonetycznie, np. imię proroka Abrahama może być wymawiane [ʔibræ:'hi:m] lub [ʔibræ:'hæ:m], a archanioł Gabriel może brzmieć [dʒib'ri:l], [dʒibræ'ʔi:l] lub [dʒæb'ri:l]. Dopuszczalne są też różnice form gramatycznych czy długości samogłosek, a także wprowadzanie lub opuszczanie hamzy w niektórych wyrazach.

## Zasady tadżwidu

### Przymioty serca
- rozmyślanie o Atrybutach Allaha w czasie recytacji
- odrzucenie wszystkich innych myśli i skupienie uwagi tylko na Koranie
- zrozumienie tekstu
- skromność
- recytujący powinien uświadomić sobie, że przesłanie Koranu jest skierowane również do niego

### Zachowania zewnętrzne
- czystość (osoby i miejsca)
- zwrócenie twarzy w kierunku Mekki
- unikanie ziewania
- przerywanie recytacji po wersetach ostrzegających lub mówiących o miłosierdziu Allaha, by słuchający mogli je lepiej rozważyć
- staranna wymowa zgodna z fonetyką klasycznego języka arabskiego, wolna od obcych wpływów i naleciałości z dialektów